# Stenodera
Stenodera là một chi bọ cánh cứng trong họ Meloidae.
Chi này được miêu tả khoa học năm 1818 bởi Eschscholtz.

## Các loài
Các loài trong chi này gồm:
- Stenodera anatolica (Frivaldszky, 1884)
- Stenodera caucasica (Pallas, 1781)
- Stenodera coeruleiceps (Fairmaire, 1892)
- Stenodera djaKônovi Aksentjev, 1978
- Stenodera foveicollis (Fairmaire, 1897)
- Stenodera oculifera (Abeille de Perrin, 1880)
- Stenodera palestine Maran, 1942
- Stenodera puncticollis (Chevrolat, 1834)